# Arrondissement Remiremont
Remiremont is een voormalig arrondissement in het departement Vosges, nu in de Franse regio Grand Est. Het arrondissement werd op 17 februari 1800 gevormd en op 10 september 1926 opgeheven. De vier kantons werden bij de opheffing toegevoegd aan het arrondissement Épinal.

## Kantons
Het arrondissement was samengesteld uit de volgende kantons:
- kanton Plombières-les-Bains
- kanton Remiremont
- kanton Saulxures-sur-Moselotte, oorspronkelijk kanton Cornimont
- kanton Thillot, oorspronkelijk kanton Ramonchamp